# Sciomyza armillata
Sciomyza armillata är en tvåvingeart som beskrevs av Camillo Rondani 1868. Sciomyza armillata ingår i släktet Sciomyza och familjen kärrflugor. Inga underarter finns listade i Catalogue of Life.